# Абдулов Осип Наумович
О́сип Нау́мович Абду́лов  (нар. 3 (16) листопада 1900 — пом. 14 червня 1953) — російський радянський актор театру і кіно. Народний артист РРФСР (1944).

## Життєпис
Народився 3 (16) листопада 1900 в місті Лодзь в родині інженера. У 1913 році разом з батьками переїхав у Москву. У 1917 році закінчив гімназію й вступив на юридичний факультет Московського університету. Брав участь в діяльності студентської драматичної секції.
Професійну сценічну діяльність розпочав у 1918 році, спочатку в студії О. Гейрота, а з літа 1919 року — в студії Ф. Шаляпіна.
У 1923—1925 роках — артист Театру ім. В. Ф. Коміссаржевської. Сезон 1925—1926 років провів у МХТ, залишивши який перейшов у Московський театр сатири.
З 1927 року — актор і режисер Московської державної драматичної профклубної майстерні під керівництвом М. Волконського.
У 1936 році був прийнятий до Театру ім. Вс. Мейєрхольда, а після його закриття в 1938 році перейшов у Театр Революції, де працював до 1942 року.
З 1943 року — актор Московського театру ім. Моссовєта.
У 1924 році паралельно почав працювати на Всесоюзному радіо актором і режисером. Є постановником понад 200 радіоспектаклів. Був організатором художнього радіомовлення для дітей.
На початку 1930-х років почав зніматись в кіно.
Від 1929 року також займався педагогічною діяльністю, спочатку в Театрі-студії Ю. Завадського, згодом — в ГІТІСі.
Помер 14 червня 1953 року. Похований в Москві на Введенському цвинтарі.

## Нагороди і почесні звання
Нагороджений двома орденами.
- Народний артист РРФСР (1944);
- Сталінська премія 2-го ступеня (1951).

## Робота в кіно
- 1936 — Гобсек — Жигоне
- 1936 — Зорі Парижа — Вессе-молодший, буржуа
- 1936 — Покоління переможців — професор
- 1936 — Остання ніч — полковник
- 1937 — Острів скарбів — Джон Сільвер
- 1938 — Поїзд іде до Москви (короткометражний) — пасажир
- 1938 — Сім'я Оппенгейм — Жак Лавендель, промисловець
- 1938 — Честь — Арсеній Юлійович, інженер депо
- 1939 — Людина у футлярі — Тарантулов, учитель
- 1940 — Світлий шлях — Дорохов, директор фабрики
- 1941 — Бойова кінозбірка № 8 / Ніч над Білградом — Мірко, господар шинка
- 1941 — Як посварився Іван Іванович з Іваном Никифоровичем — Петро Федорович, городничий
- 1941 — Морський яструб — Іван Якимович
- 1941 — Свинарка і пастух — Левон Михайлович, буфетник на станції (немає в титрах)
- 1942 — Олександр Пархоменко — німецький офіцер (немає в титрах)
- 1942 — Бойова кінозбірка № 11 / Кар'єра лейтенанта Гоппа — Пфайль
- 1944 — Поєдинок — Крашке, полковник гестапо
- 1944 — Весілля — Димба, грек-кондитер
- 1945 — П'ятнадцятирічний капітан — Жозе-Антоніо Альвец, работорговець
- 1946 — Біле Ікло — Тім Кінен, власник бульдога
- 1946 — Давид Гурамішвілі — Ушаков, начальник канцелярії розшуків
- 1949 — Олександр Попов — Айзекс
- 1952 — Вовки та вівці — епізод (немає в титрах)
- 1953 — Сріблястий пил — Смайлс, шериф

## Родина
О. Н. Абдулов є батьком радянського актора театру і кіно Всеволода Абдулова, відомого за роллю Петюні Соловйова у телевізійному фільмі «Місце зустрічі змінити не можна».